# Григоровка (Многопольский сельский совет)
Григо́ровка (укр. Григорівка) — село на Украине, расположенное в Амвросиевском районе Донецкой области. Находится под контролем самопровозглашённой Донецкой Народной Республики.

## География
В Донецкой области имеется ещё 4 одноимённых населённых пункта, в том числе ещё одно село Григоровка в Амвросиевском районе (Алексеевский сельский совет), село Григоровка на юге области в Тельмановском районе.

#### Соседние населённые пункты по странам света
С: Виноградное, Широкое, Покровка (Харцызский горсовет)
СЗ: Грабское, Полтавское, Третяки, город Иловайск
СВ: Покровка (Амвросиевский район), Степано-Крынка
З: Агрономичное, Многополье
В: Новопетровское
ЮЗ: Червоносельское, Володарского
ЮВ: Елизавето-Николаевка, Трепельное
Ю: Бондаревское, Металлист, Кутейниково, Зеркальное

## Население
Население по переписи 2001 года составляет 156 человек.

## Общая информация
Код КОАТУУ — 1420685405. Почтовый индекс — 87311. Телефонный код — 6259.

## Адрес местного совета
87311, Донецкая область, Амвросиевский район, с. Многополье, ул. Школьная, 4, 37-5-13